# Gelis stigmaticus
Gelis stigmaticus är en stekelart som först beskrevs av Zetterstedt 1838.  Gelis stigmaticus ingår i släktet Gelis och familjen brokparasitsteklar. Inga underarter finns listade i Catalogue of Life.